# Supernova

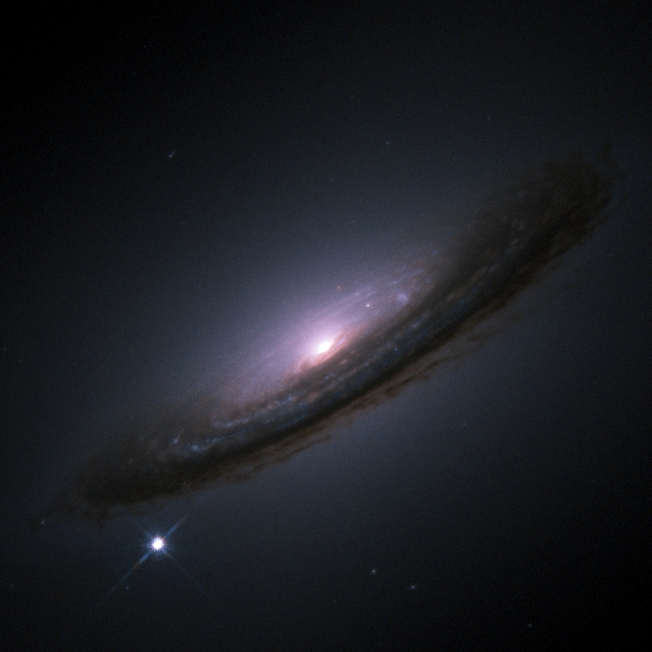
Supernova 1994D in der Galaxie NGC 4526 (heller Punkt links unten)

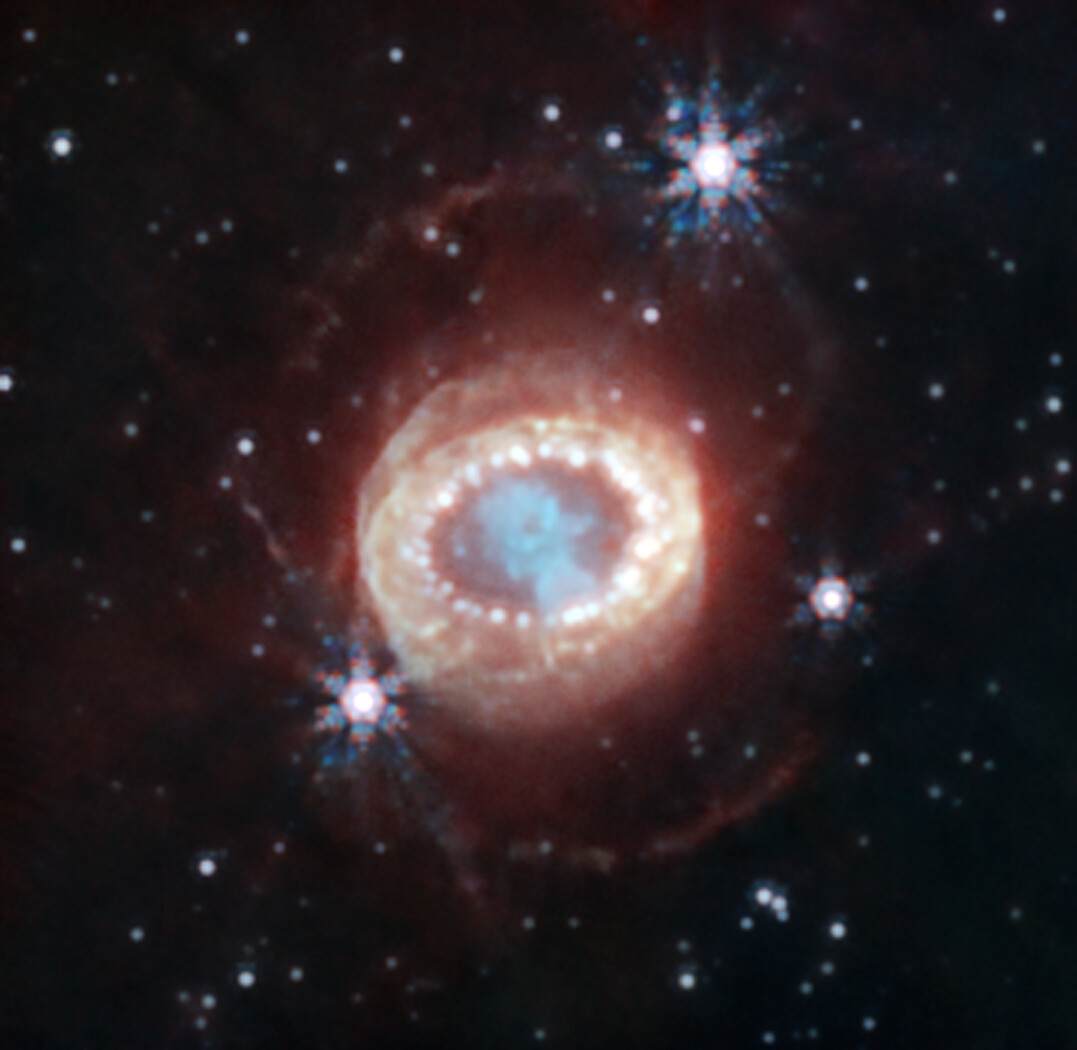
Infrarotaufnahme der Supernova 1987A mithilfe des James Webb-Weltraumteleskops, 2023

Aufnahmesequenz der Supernova 1987A der Jahre 1994 bis 2016, Hubble-Weltraumteleskop: Die Kollision der Supernovaüberreste mit 20.000 Jahre zuvor abgestoßener Materie wird erkennbar.

Eine Supernova (von lateinisch stella nova, super ‚neuer Stern, darüber hinaus‘; Plural Supernovae) ist das kurzzeitige, helle Aufleuchten eines massereichen Sterns am Ende seiner Lebenszeit durch eine Explosion, bei welcher der ursprüngliche Stern selbst vernichtet wird. Die Leuchtkraft des Sterns nimmt dabei millionen- bis milliardenfach zu, er wird für kurze Zeit so hell wie eine ganze Galaxie.
Dabei wird innerhalb von Sekunden etwa ein Foe (1044 J) beobachtbare Energie freigesetzt. Dies entspricht einem Wert von ca. 3e28 TWh (Terawattstunden). Zum Vergleich: hätte die Sonne während ihrer gesamten Lebensdauer ihre derzeitige Leuchtkraft, würde sie ca. 1,2 foe an Energie freisetzen.
Man kennt zwei grundsätzliche Mechanismen, nach denen Sterne zur Supernova werden können:
1. Massereiche Sterne mit einer Anfangsmasse (siehe Sternentstehung) von mehr als etwa acht Sonnenmassen, deren Kern am Ende ihrer Entwicklung und nach Verbrauch ihres nuklearen Brennstoffs kollabiert. Hierbei kann ein kompaktes Objekt, etwa ein Neutronenstern (Pulsar) oder ein Schwarzes Loch, entstehen. Dieser Vorgang wird als Kollaps- bzw. hydrodynamische Supernova bezeichnet.
2. Sterne mit geringerer Masse, die in ihrem vorläufigen Endstadium als Weißer Zwerg Material (z. B. von einem Begleiter in einem Doppelsternsystem) akkretieren, durch Eigengravitation kollabieren und dabei durch einsetzendes Kohlenstoffbrennen zerrissen werden. Dieses Phänomen wird als thermonukleare Supernova oder Supernova vom Typ Ia bezeichnet.

Bekannte Supernovae sind die Supernova 1987A in der Großen Magellanschen Wolke und Keplers Supernova (1604). Speziell letztere und Tycho Brahes Supernova (1572) haben die Astronomie beflügelt, da dadurch die klassische Auffassung von der Unveränderlichkeit der Fixsternsphäre endgültig widerlegt wurde. Der wohl bekannteste Supernovaüberrest ist der Krebsnebel (Supernova 1054) im Sternbild Stier.

## Geschichte
| Jahr | beobachtet in             | maximale scheinbare Helligkeit | Sicherheit der SN-Identifizierung          |
| ---- | ------------------------- | ------------------------------ | ------------------------------------------ |
| 185  | Sternbild Zentaur         | −6m                            | mögliche SN, auch als Komet vorgeschlagen  |
| 386  | Sternbild Schütze         | +1,5m                          | unsicher, ob SN oder klassische Nova       |
| 393  | Sternbild Skorpion        | −3m                            | mögliche SN                                |
| 1006 | Sternbild Wolf            | −7,5±0,4m                      | sicher: SNR bekannt                        |
| 1054 | Sternbild Stier           | −6m                            | sicher: SNR und Pulsar bekannt             |
| 1181 | Sternbild Kassiopeia      | −2m                            | evtl. keine SN, sondern WR-Stern-Aktivität |
| 1572 | Sternbild Kassiopeia      | −4m                            | sicher: SNR bekannt                        |
| 1604 | Sternbild Schlangenträger | −2m                            | sicher: SNR bekannt                        |
| 1680 | Sternbild Kassiopeia      | +6m                            | unsichere Identifizierung                  |
| 1885 | Andromedanebel            | +6m                            |                                            |
| 1979 | Galaxie Messier 100       | +11,6m                         | sicher                                     |
| 1987 | Große Magellansche Wolke  | +3m                            | sicher                                     |
| 2014 | Galaxie Messier 82        | +10,5m                         | sicher                                     |

Die Bezeichnung der Nova geht zurück auf den von Tycho Brahe geprägten Namen einer Beobachtung eines Sterns im Jahr 1572. Er bezieht sich auf das plötzliche Auftauchen eines vorher nicht sichtbaren sternähnlichen Objektes am Firmament. Unter einer Nova verstand man bis zur Mitte des 20. Jahrhunderts jede Art von Helligkeitsausbruch eines Sterns mit einem Anstieg zum Maximum in einem Zeitraum von Tagen bis Jahren und einer Rückkehr zur früheren Helligkeit innerhalb von Wochen bis Jahrzehnten (siehe Lichtkurve). Als die astrophysikalische Ursache der Eruptionen erkannt wurde, wandelte sich der Begriff zu der heutigen Definition, bei der eine Supernova nicht mehr zu den Novae in ihrer ursprünglichen Bedeutung zählt.
Noch zu Beginn des 20. Jahrhunderts hatte man keine Erklärung für das Auftreten neuer oder temporärer Sterne, wie man Supernovae damals nannte. Es gab mehrere Hypothesen, darunter eine von Hugo von Seeliger, wonach das Eintreten eines festen Körpers in eine kosmische Wolke aus fein verteilter Materie (mit der man sich den Weltraum angefüllt vorstellte) zu einer starken Erhitzung der Oberfläche dieses Körpers und damit zu einem Aufleuchten führt. Die beobachteten Verschiebungen des Spektrums der neuen Sterne interpretierte man als Hinweis darauf, dass die Bildung ihrer dichten Hülle in wenigen Tagen vor sich gegangen sein müsse.

## Benennung
Supernovae werden mit dem Vorsatz „SN“, ihrem Entdeckungsjahr und einem alphabetischen Zusatz benannt. Ursprünglich bestand dieser Zusatz aus einem Großbuchstaben, der alphabetisch in der Reihenfolge der Entdeckung vergeben wurde. So war SN 1987A die erste im Jahr 1987 entdeckte Supernova. 1954 wurden (in fernen Galaxien) erstmals mehr als 26 Supernovae in einem Jahr entdeckt. Seither werden ab der 27. Supernova eines Jahres kleine Doppelbuchstaben (von „aa“ bis „zz“) vergeben. Mit modernen Großteleskopen und speziellen Suchprogrammen wurden in den 2000er Jahren pro Jahr mehrere Hundert Supernovae entdeckt: 2005 waren es 367 (bis SN 2005nc), 2006 waren es 551 (bis SN 2006ue), und 2007 sogar 572 (bis SN2007uz). Heute sind es pro Jahr weit über Tausend.

## Häufigkeit
Man geht davon aus, dass im beobachtbaren Universum pro Sekunde etwa 20 bis 30 Supernovae explodieren. Wie oft Supernovae in einzelnen Galaxien auftreten, hängt von deren Sternbildungsrate ab, denn sehr massereiche Sterne, die in Supernovae enden, haben eine nach astronomischen Zeitmaßstäben vergleichsweise kurze Lebensdauer von einigen zehn Millionen Jahren. Für die Milchstraße werden etwa 20 ± 8 Supernovae pro Jahrtausend geschätzt. Beobachtet wurden im letzten Jahrtausend 6 Supernovae; einige davon ereigneten sich allerdings außerhalb der Milchstraße. Etwa zwei Drittel der galaktischen Supernovae blieben durch die Extinktion der galaktischen Scheibe verborgen.
Die letzten, freiäugig sichtbaren Supernovae in der Milchstraße wurden 1572 von Tycho Brahe und 1604 von Johannes Kepler beobachtet. Höchstens teleskopisch sichtbar war eine weitere, die sich um 1680 ereignete (siehe Cassiopeia A). Für die moderne Astrophysik bedeutsam wurden zwei Supernovae außerhalb der Milchstraße: SN 1885A in der Andromedagalaxie und vor allem SN 1987A in der relativ nahen Großen Magellanschen Wolke. Letztere begründete rückblickend den jungen Wissenschaftszweig der Neutrinoastronomie.

## Klassifikation
| SN I                                            | SN I                                            | SN I                                            | SN II                                     | SN II                                     | SN II                                                 |
| ----------------------------------------------- | ----------------------------------------------- | ----------------------------------------------- | ----------------------------------------- | ----------------------------------------- | ----------------------------------------------------- |
| frühes Spektrum enthält keine Wasserstofflinien | frühes Spektrum enthält keine Wasserstofflinien | frühes Spektrum enthält keine Wasserstofflinien | frühes Spektrum enthält Wasserstofflinien | frühes Spektrum enthält Wasserstofflinien | frühes Spektrum enthält Wasserstofflinien             |
| SN Ia                                           | SN Ib                                           | SN Ic                                           | SN IIb                                    | SN II-L                                   | SN II-P                                               |
| Spektrum enthält Silizium                       | kein Silizium                                   | kein Silizium                                   | Heliumlinie dominant                      | Wasserstofflinien dominant                | Wasserstofflinien dominant                            |
| Spektrum enthält Silizium                       | viel Helium                                     | wenig Helium                                    | Heliumlinie dominant                      | Licht geht nach Maximum linear zurück     | Licht bleibt nach Maximum eine Weile auf hohem Niveau |

Man unterscheidet historisch grob zwei Typen von Supernovae. Die Einteilung erfolgt nach dem Kriterium, ob im Frühstadium der Supernova Spektrallinien des Wasserstoffs in deren Licht sichtbar sind oder nicht. Es gibt einerseits den Typ I, bei dem keine Wasserstofflinien sichtbar sind, mit den Untergruppen Ia, Ib und Ic; und andererseits den Typ II mit Wasserstofflinien (siehe Tabelle). Die groben Typenbezeichnungen wurden 1939 von Rudolph Minkowski eingeführt, seither wurden sie verfeinert.
Diese Einteilung in Typ I und Typ II deckt sich allerdings nicht mit den zwei in der Einleitung erwähnten physikalischen Mechanismen, die zu einer Supernova führen können. Vielmehr sind nur Supernovae vom Subtyp Ia thermonuklear.

## Thermonukleare Supernova vom Typ Ia

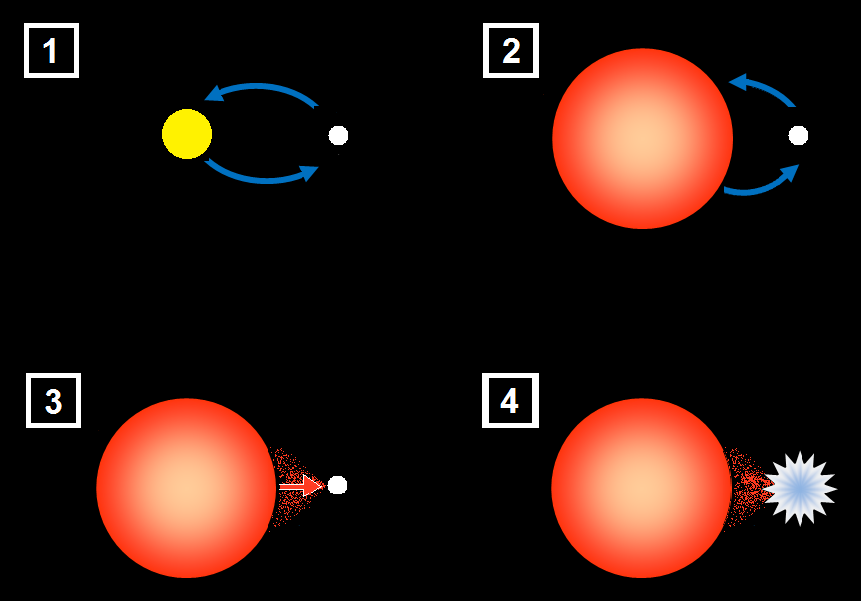
Kurzfassung: 4 Stadien einer SN Typ Ia
Innerhalb des Bildes den Link „Weitere Einzelheiten“ anklicken

Entwicklung der Vorgänger zur SN Typ Ia (von links n. rechts und von oben n. unten)

Eine Supernova vom Typ Ia entsteht nach einem verbreiteten Modell in kataklysmischen Doppelsternsystemen, die aus einem Weißen Zwerg und einem Begleiter bestehen. Der Weiße Zwerg akkretiert im Laufe der Zeit Gas aus der ausgedehnten Hülle seines Begleiters, wobei es zu mehreren Nova-Ausbrüchen kommen kann. Bei diesen Ausbrüchen fusioniert der Wasserstoff des akkretierten Gases, die Fusionsprodukte bleiben zurück, bis der vor der Supernova stehende Weiße Zwerg in seinem Kern große Mengen mit Sauerstoff verunreinigten Kohlenstoffs, einem riesigen Diamanten vergleichbar, enthält. Die unter hohem Gravitationsdruck herrschende mittlere Dichte liegt dabei typischerweise bei rund 3 t pro cm³. Wenn sich der Kern durch weitere Akkretion und Verbrennungsvorgänge in den Schalen der Chandrahsekharmasse nähert, wird er zunehmend instabil. Je mehr Masse ihm zugeführt wird, umso kleiner wird sein Radius, die Dichte steigt auf über 1000 t pro cm³. Nach Pauldrach ist er in diesem Zustand mehr Grenzgänger als Stern, da er keinen spezifizierbaren Radius mehr besitzt. Bei Erreichen der Grenzmasse zündet der Kohlenstoff nicht über eine Erhöhung der Temperatur, sondern aufgrund der weiteren Dichtezunahme. Die dadurch einsetzende Temperaturerhöhung nimmt der entartete Stern erst wahr, wenn er bei rund 10 Mrd. K wieder einen normal-thermischen, nicht-entarteten Zustand erreicht. Dabei wird in Sekundenbruchteilen der komplette Kohlenstoffvorrat zu Eisen und Nickel verbrannt und der Stern kann wieder normal auf das Szenario reagieren, d. h., er explodiert in einer thermonuklearen Supernova vom Typ Ia.
Eine zweite Route zur Überschreitung der Chandrasekhar-Grenze können die Superweichen Röntgenquellen sein. Hier ist die Massentransferrate zum Weißen Zwerg hoch genug, um zu einem permanenten Wasserstoffbrennen zu führen.
Dieses Standardmodell geriet aber durch Beobachtungen des Röntgenteleskops Chandra in Bedrängnis. Messungen an sechs ausgewählten Galaxien zeigten, dass die weiche Röntgenstrahlung um den Faktor 50 geringer ist als der zu erwartende Wert, wenn Novae und Super Soft X-ray Sources die dominierenden Quellen für Supernova-Ia-Explosionen wären. Seither wird auch über andere Vorläufersterne spekuliert:
1. ein Doppelsternsystem, bei dem ein Weißer Zwerg Gas aus der Hülle eines Roten Riesen akkretiert
2. zwei einander umlaufende und schließlich verschmelzende Weiße Zwerge
3. den Zentralstern eines planetarischen Nebels

Das zweite Erklärungsmodell wird auch als das „zweifach entartete Szenario“ bezeichnet. Dabei beginnt ein enges Doppelsternsystem aus Weißen Zwergen Materie auszutauschen (sogenannte AM-Canum-Venaticorum-Sterne). Entweder überschreitet einer der Sterne die Chandrasekhar-Grenze (wie bei den kataklysmischen Doppelsternen), oder die Supernovaexplosion entsteht durch eine Verschmelzung der beiden Weißen Zwerge.
Von den ersten beiden Szenarien gibt es jedoch nicht ausreichend viele, um die Anzahl der beobachteten Supernovae vom Typ Ia zu erklären, und es wären – im Fall verschmelzender Weißer Zwerge – Über-Chandrasekharmassen-Supernovae zu erwarten.
Ausgangspunkt im dritten Szenario sind Rote Riesen auf dem asymptotischen Riesenast ausreichend großer Masse. Nach dem Abstoßen der äußeren Hülle (dem späteren Planetarischen Nebel) entwickeln sich diese Zentralsterne hin zu Weißen Zwergen mit einer Masse oberhalb der Chandrasekhar-Grenze, die in ihren äußeren Schalen Wasserstoff und Helium über einem Kern aus Kohlenstoff und Sauerstoff verbrennen. Sobald die Verbrennungsvorgänge in den Schalen ausreichend Kohlenstoff produziert und auf dem kompakten Kern deponiert haben, so dass dieser die Grenzmasse überschreitet, zündet der Kohlenstoff im Kern und der Stern explodiert in einer Supernova vom Typ Ia.
Unterschiedlichen theoretischen Modellen zufolge kann die Kernfusion sowohl als Detonation als auch als Deflagration ablaufen. Neueren Arbeiten zufolge, die unter Experten heftig diskutiert werden, ist das wahrscheinlichste Szenario eine anfängliche Deflagration, die in eine Detonation übergeht. Andere Theorien sprechen von Magnetfeldern, denen die Explosionsenergie entnommen wird.
Die freigesetzte Energie einer solchen Supernova-Explosion liegt innerhalb definierter Grenzen, da die Bandbreite der kritischen Masse sowie die Zusammensetzung Weißer Zwerge bekannt ist. Wegen dieser Eigenschaft wird sie als Standardkerze bezeichnet und eignet sich zur Entfernungsbestimmung (siehe unten).
Bei einer Supernova-Explosion vom Typ Ia bleibt kein kompaktes Objekt übrig – die gesamte Materie des Weißen Zwergs wird als Supernovaüberrest in den Weltraum geschleudert. Der Begleitstern wird zu einem sogenannten „Runaway“-Stern (engl. für einen „Ausreißer“), da er mit der – normalerweise hohen – Orbitalgeschwindigkeit, mit der er seinen Partnerstern bislang umkreist hat, davonfliegt.

## Kernkollaps- oder hydrodynamische Supernova

### Vorläuferstern
Nach der heute allgemein anerkannten Theorie vom Gravitationskollaps, die zuerst 1938 von Fritz Zwicky aufgestellt wurde, tritt eine Supernova dieses Typs am Ende des „Lebens“ eines massereichen Sterns auf, wenn er seinen Kernbrennstoff komplett verbraucht hat. Sterne mit Anfangsmassen von etwa 8 bis 10 bis etwa 30 Sonnenmassen beenden ihre Existenz als Stern in einer Typ-II-Explosion, massereichere Sterne explodieren als Typ Ib/c. Supernovae vom Typ Ib oder Ic durchlaufen vor der Explosion eine Wolf-Rayet-Sternphase, in der sie ihre äußeren, noch wasserstoffreichen Schichten in Form eines Sternwindes abstoßen.
Bei ansatzweise kugelsymmetrischem Sternaufbau ergibt sich folgender Ablauf: Sobald der Wasserstoff im Kern des Sternes zu Helium fusioniert ist (Wasserstoffbrennen), sinkt der durch die Fusionsenergie erzeugte Innendruck des Sterns und der Stern fällt daraufhin unter dem Einfluss seiner Gravitation zusammen. Dabei erhöhen sich Temperatur und Dichte, und es setzt eine weitere Fusionsstufe ein, der Drei-Alpha-Prozess, in dem Helium über das Zwischenprodukt Beryllium zu Kohlenstoff fusioniert (Heliumbrennen). Der Vorgang (Erschöpfung des Kernbrennstoffs, Kontraktion, nächste Fusionsstufe) wiederholt sich, und durch Kohlenstoffbrennen entsteht Neon. Weitere Fusionsstufen (Neonbrennen, Sauerstoffbrennen und Siliziumbrennen) lassen den schrumpfenden Stern immer neue Elemente fusionieren. Ist im Kern des Sterns ein Brennstoff versiegt, wechselt die Fusionsreaktion in die über dem Kern liegende Kugelschale und läuft dort als Schalenbrennen weiter, während im schrumpfenden Kern das Fusionsprodukt zum neuen „Brennstoff“ wird. Allerdings setzt jede Fusionsstufe weniger Energie als ihr Vorgänger frei und läuft schneller ab. Während ein massereicher Stern von etwa acht Sonnenmassen einige zehn Millionen Jahre im Stadium des Wasserstoffbrennens verbringt, benötigt das folgende Heliumbrennen „nur“ noch wenige Millionen Jahre, das Kohlenstoffbrennen nur ca. 50.000 Jahre. Die letzte Fusionsstufe des Siliziumbrennens lässt sich in Stunden bis Tagen messen. Weil jede vorhergehende Fusionsstufe auch im Schalenbrennen länger andauert, als die im Stern nach unten folgenden Fusionsstufen, entwickelt der Stern eine Art Zwiebelstruktur mit mehreren fusionierenden Schalen: Im letzten Stadium finden im Kern Siliziumbrennen und in den darüberliegenden Schichten Sauerstoff-, Neon-, Kohlenstoff-, Helium- und Wasserstoffbrennen statt (bei Wolf-Rayet-Sternen fehlt allerdings die Wasserstoffhülle, manchmal auch noch das Helium). Aufgrund der extrem kurzen Zeitdauer der Fusionsstufen nach dem Kohlenstoffbrennen haben die letzten Fusionsschritte außerdem praktisch keinen Einfluss mehr auf die von außen sichtbaren Sternparameter – die innen erzeugte Energie kommt bis zum finalen Kollaps nicht mehr an die Oberfläche. Das ist auch der Grund, warum Supernovae scheinbar ohne jede Vorwarnung an jedem äußerlich normal erscheinenden Überriesen stattfinden können (d. h., es findet weder eine abnormale Leuchtkraftänderung noch eine Änderung von Durchmesser, Temperatur, Spektrum etc. statt). Dabei ist die im Zentrum des sterbenden Überriesens vorhandene „Fusionszwiebel“ im Verhältnis zum Sterndurchmesser winzig klein.
All diese Sterne durchlaufen während ihrer langen Lebenszeit in ihrem Kern die verschiedenen energiefreisetzenden Fusionsketten bis hin zur Synthetisierung von Eisen, dem Element mit der Ordnungszahl 26. Dort endet die Fusionskette, da Eisenatomkerne die höchste Bindungsenergie pro Nukleon aller Atomkerne haben. Fusionen zu schwereren Elementen benötigen Energie von außen und setzen keine mehr frei.
Die Geschwindigkeit, mit der ein Stern den Brennstoff in seinem Inneren umsetzt, hängt von der Temperatur und der Dichte und damit indirekt vom Gravitationsdruck ab, der auf seinem Kern lastet. Eine wichtige Konsequenz dieses Zusammenhangs ist, dass ein Stern aus Schichten besteht, in denen nach außen hin die Umsetzgeschwindigkeit abnimmt. Auch wenn im Kern schon das Heliumbrennen eingesetzt hat, erfolgt in den Schichten darüber noch Wasserstoffbrennen. Die absolute Fusionsgeschwindigkeit im Kern steigt mit zunehmender Sternenmasse stark an. Während ein Stern mit einer Sonnenmasse etwa 10 Milliarden Jahre benötigt, um die Fusionskette in seinem Kern bis zum Erliegen zu durchlaufen, liegt die Lebensdauer extrem schwerer Sterne mit etwa 100 Sonnenmassen nur noch in der Größenordnung von wenigen Millionen Jahren. Siehe Spätstadien der Sternentwicklung für einen genaueren Überblick.

### Kernkollaps

Kernkollaps-Szenario:
a) entwickelte Schichten von Elementen, Eisenkern im Zentrum
b) Eisenkern beginnt zu kollabieren, schwarze Pfeile: äußere Schichten mit Überschallgeschwindigkeit, weiße Pfeile: innerer Kern mit Unterschallgeschwindigkeit
c) Umwandlung des Kerns in Neutronen, Abstrahlung der Bindungsenergie in Form von Neutrinos
d) einfallende Materie wird am Kern reflektiert, rot: resultierende, nach außen laufende Schockwelle
e) Energieumwandlung in nuklearen Prozessen, Schockwelle läuft aus, Neutrinos beschleunigen Masse erneut
f) äußere Materie wird ausgeworfen, entarteter Überrest verbleibt

Das Eisen, die „Asche“ des nuklearen Brennens, bleibt im Kern des Sterns zurück. Sobald keine Fusionen mehr stattfinden, endet auch sämtliche Strahlung, die mit ihrem nach außen gerichteten Druck der Gravitation entgegenwirkte und den Stern aufblähte. Zwei weitere Prozesse verstärken diesen Effekt: Erstens werden durch Photonen hochenergetischer Gammastrahlung Eisenatomkerne mittels Photodesintegration zerstört. Dabei entstehen α-Teilchen und Neutronen; die α-Teilchen können ihrerseits durch solche Photonen in ihre Kernbausteine, Protonen und Neutronen, zerlegt werden. Aufgrund der hohen Stabilität von Eisenkernen muss für diesen Prozess Energie aufgewendet werden. Zweitens werden im sogenannten inversen β-Zerfall (Elektroneneinfang) freie Elektronen durch Protonen eingefangen. Dabei entstehen weitere Neutronen, und Neutrinos werden freigesetzt. Sowohl der Energieverlust durch die Photodesintegration als auch der Verlust freier Elektronen bewirken eine weitere Reduktion des der Gravitation entgegenwirkenden Drucks nach außen.
Nun kann sich die Gravitation voll auswirken. Schließlich überschreitet der Kern die Chandrasekhar-Grenze und kollabiert.
Der Kollaps des Zentralgebiets geschieht so schnell – innerhalb von Millisekunden –, dass die Einfallgeschwindigkeit bereits in 20 bis 50 km Abstand zum Zentrum die lokale Schallgeschwindigkeit des Mediums übersteigt. Die inneren Schichten können nur aufgrund ihrer großen Dichte die Druckinformation schnell genug transportieren. Die äußeren Schichten fallen als Stoßwelle in das Zentrum. Sobald der innere Teil des Kerns Dichten auf nuklearem Niveau erreicht, besteht er bereits fast vollständig aus Neutronen, denn die Elektronen werden in die Protonen gepresst (Umkehrung des Beta-Zerfalls). Neutronenansammlungen besitzen ebenfalls eine obere Grenzmasse (Tolman-Oppenheimer-Volkoff-Grenze, je nach Modell ungefähr 2,7 bis 3 Sonnenmassen), oberhalb derer ein Schwarzes Loch entsteht. Hier sei nun die Masse geringer, um den anderen Fall zu betrachten. Der Kern wird aufgrund quantenmechanischer Regeln (Entartungsdruck) inkompressibel, und der Kollaps wird fast schlagartig gestoppt. Dies bewirkt eine extreme Druck- und Dichteerhöhung im Zentrum, sodass selbst die Neutrinos nicht mehr ungehindert entweichen können. Diese Druckinformation wird am Neutronenkern reflektiert und läuft nun wiederum nach außen. Die Druckwelle erreicht rasch Gebiete mit zu kleiner Schallgeschwindigkeit, die sich noch im Einfall befinden. Es entsteht eine weitere Stoßwelle, die sich jedoch nun nach außen fortbewegt. Das von der Stoßfront durchlaufene Material wird sehr stark zusammengepresst, wodurch es sehr hohe Temperaturen erlangt. Ein großer Teil der Energie wird beim Durchlaufen des äußeren Eisenkerns durch weitere Photodesintegration verbraucht. Da die nukleare Bindungsenergie des gesamten Eisens etwa gleich der Energie der Stoßwelle ist, würde diese ohne eine Erneuerung nicht aus dem Stern ausbrechen und keine Explosion erzeugen. Als Korrektur werden noch die Neutrinos als zusätzliche Energie- und Impulsquelle betrachtet. Normalerweise wechselwirken Neutrinos mit Materie so gut wie nicht. Jedoch bestehen in der Stoßfront so hohe Neutrinodichten, dass die Wechselwirkung der Neutrinos mit der dortigen Materie nicht mehr vernachlässigt werden kann. Da von der gesamten Energie der Supernova der allergrößte Teil in die Neutrinos geht, genügt eine relativ geringe Absorption, um den Stoß wiederaufleben und aus dem kollabierenden Eisenkern ausbrechen zu lassen. Nach Verlassen des Eisenkerns, wenn die Temperatur genug abgesunken ist, gewinnt die Druckwelle zusätzliche Energie durch erneut einsetzende Fusionsreaktionen.
Die extrem stark erhitzten Gasschichten, die neutronenreiches Material aus den äußeren Bereichen des Zentralgebiets mit sich reißen, erbrüten dabei im sogenannten r-Prozess (r von engl. rapid, „schnell“) schwere Elemente jenseits des Eisens, wie zum Beispiel Kupfer, Germanium, Silber, Gold oder Uran. Etwa die Hälfte der auf Planeten vorhandenen Elemente jenseits des Eisens stammt aus solchen Supernovaexplosionen, während die andere Hälfte im s-Prozess von masseärmeren Sternen erbrütet und in deren Riesenphase ins Weltall abgegeben wurde.
Hinter der Stoßfront dehnen sich die erhitzten Gasmassen schnell aus. Das Gas gewinnt nach außen gerichtete Geschwindigkeit. Einige Stunden nach dem Kollaps des Zentralbereichs wird die Oberfläche des Sterns erreicht, und die Gasmassen werden in der nun sichtbaren Supernovaexplosion abgesprengt. Die Hülle der Supernova erreicht dabei Geschwindigkeiten von Millionen Kilometern pro Stunde. Neben der als Strahlung abgegebenen Energie wird der Großteil von 99 % der beim Kollaps freigesetzten Energie in Form von Neutrinos abgegeben. Sie verlassen den Stern, unmittelbar nachdem die Dichte der anfänglich undurchdringlichen Stoßfront genügend klein geworden ist. Da sie sich fast mit Lichtgeschwindigkeit bewegen, können sie von irdischen Detektoren einige Stunden vor der optischen Supernova gemessen werden, wie etwa bei der Supernova 1987A.
Ein anderes „Frühwarnsignal“ für das Aufleuchten einer Kernkollaps-Supernova ist ein sogenannter Röntgenausbruch. Dieser tritt auf, wenn die Wellen der Stoßfront die Sternoberfläche erreichen und in das interstellare Medium ausbrechen – Tage, bevor der Helligkeitsausbruch im sichtbaren Licht beobachtet wird. Erstmals wurde ein solches Röntgensignal im Januar 2008 mit dem NASA-Satelliten Swift bei der Supernova 2008D beobachtet.
Supernovae mit Ausnahme des Typs Ia werden, da sie durch den Kollaps des Zentralgebietes bewirkt werden, auch als hydrodynamische Supernovae bezeichnet. Das dargelegte Szenario stützt sich auf den weitgehenden Konsens in der Wissenschaft, dass Supernovaexplosionen von massereichen Sternen prinzipiell so ablaufen. Es gibt jedoch noch kein geschlossenes und funktionierendes physikalisches Modell einer Supernovaexplosion, dem alle sich damit beschäftigenden Wissenschaftler zustimmen.

### Supernovatypen II-L und II-P
Supernovae vom Typ II werden nach dem Kriterium unterschieden, ob die Helligkeit der Supernova mit der Zeit eher linear abnimmt (Typ SN II-L) oder während des Abklingens eine Plateauphase durchläuft (Typ SN II-P). Die Spitzenwerte der absoluten Helligkeit zeigen bei SN II-P eine breite Streuung, während die meisten SN II-L fast gleiche Maximalhelligkeit besitzen. Die Helligkeit im blauen Spektralbereich von SN II-P erreicht im Mittel −17,0 mag mit einer Standardabweichung von 1,1 mag, während SN II-L meist bei −17,6 ± 0,4 mag liegen.
Die Existenz von Plateauphasen wird dadurch erklärt, dass die ausgestoßene Masse und damit die Geschwindigkeit der Hülle der Supernova sehr groß ist. Der Rückgang der Helligkeit aufgrund der Abkühlung wird durch die rasche Ausdehnung der Hülle wegen der dadurch vergrößerten Oberfläche kompensiert und die Lichtkurve wird durch ein Plateau beschrieben. Die maximale Helligkeit hängt dabei vom Radius des Vorgängersterns ab, wodurch die große Streuung in den Maximalhelligkeiten der SN II-P erklärt wird. Supernovae vom Typ II-L haben eine geringere Expansionsgeschwindigkeit, sodass ihre Helligkeit bereits in frühen Stadien von radioaktiven Prozessen bestimmt wird. Dadurch tritt eine geringere Streuung der Maximalhelligkeiten auf (Young, Branch, 1989). Die Supernova SN 1979C ist ein Beispiel für den Typ II-L. Hier nahm allerdings nur die Helligkeit im sichtbaren Licht ab; im Röntgenbereich strahlt die Supernova noch heute genauso hell wie bei ihrer Entdeckung 1979. Welcher Mechanismus diese andauernde Helligkeit verursacht, ist bis jetzt noch nicht vollkommen erforscht.

### Supernovatypen Ib und Ic
Bei Supernovae vom Typ Ib ist vor der Explosion die Wasserstoffhülle abgestoßen worden, sodass bei der Explosion keine Spektrallinien des Wasserstoffs beobachtet werden können. Der Explosionstyp Ic tritt auf, wenn zusätzlich noch die Heliumhülle des Sterns abgestoßen wurde, sodass auch keine Spektrallinien des Heliums auftreten. Auch diese Explosionen werden durch einen Kernkollaps hervorgerufen und es bleibt ein kompaktes Objekt zurück.
Zu einem ähnlichen spektralen Verlauf wie bei Typ Ib – aber weniger hell – kommt es bei einer Supernova vom Typ Calcium-Rich Gap Transient.

### Überreste der Supernova

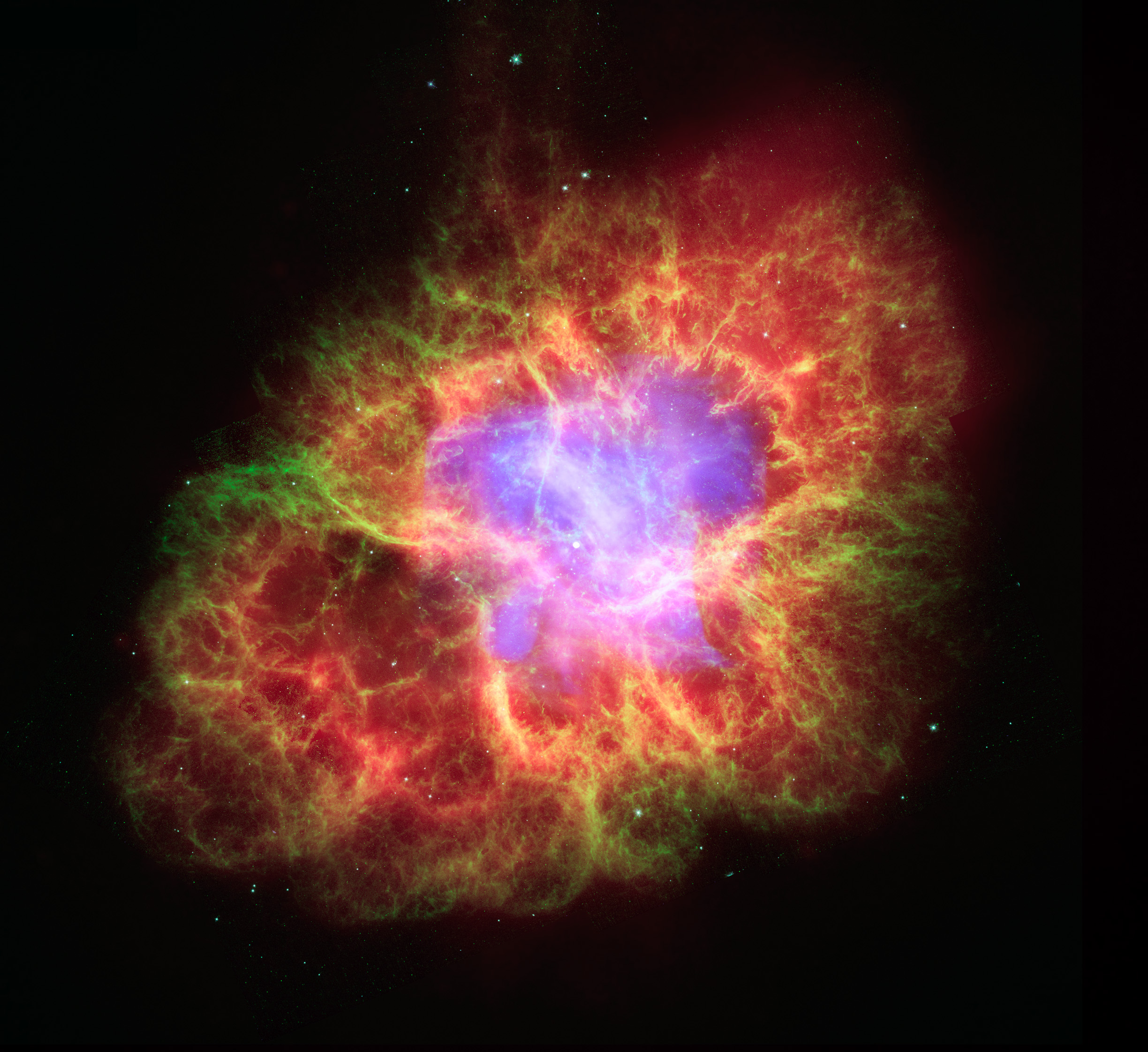
Falschfarbenbild des Krebsnebels, Überrest der Supernova aus dem Jahr 1054, die Farben entsprechen verschiedenen Bereichen des elektromagnetischen Spektrums von Infrarot bis zur Röntgenstrahlung.

Das bei der Supernova ausgeworfene Material bildet einen Emissionsnebel, den sogenannten „Supernovaüberrest“ (engl. supernova remnant, kurz SNR), im Gegensatz zum eventuell entstehenden Überrest des Kernkollapses, der in der Astrophysik als „kompaktes Objekt“ bezeichnet wird. Der wohl bekannteste Supernovaüberrest ist der Krebsnebel, der bei der Explosion der SN1054 ausgestoßen wurde. Diese Supernova ließ auch ein kompaktes Objekt (einen Pulsar) zurück.

### Kompakte Objekte
Die Form des Überrestes, der von dem Stern zurückbleibt, hängt von dessen Masse ab. Nicht die gesamten äußeren Schichten werden bei der Supernovaexplosion fortgeschleudert. Das zurückbleibende Gas akkretiert auf den kollabierten Kern im Zentrum, der nahezu vollständig aus Neutronen besteht. Das nachfallende Gas wird durch die oben beschriebenen Prozesse ebenfalls in Neutronen zerlegt, sodass ein Neutronenstern entsteht. Wird der Stern durch das nachfallende Material noch schwerer (mehr als etwa 3 Sonnenmassen), so kann die Gravitationskraft auch den durch das Pauli-Prinzip bedingten Gegendruck überwinden, der in einem Neutronenstern die Neutronen gegeneinander abgrenzt und ihn dadurch stabilisiert (siehe Entartete Materie). Der Sternenrest stürzt endgültig zusammen und bildet ein Schwarzes Loch, aus dessen Schwerkraftfeld keine Signale mehr entweichen können. Neuere Beobachtungen legen die Vermutung nahe, dass es eine weitere Zwischenform gibt, die sogenannten Quarksterne, deren Materie aus reinen Quarks aufgebaut ist.
Neutronensterne rotieren aufgrund des Pirouetteneffekts oft mit sehr hoher Geschwindigkeit von bis zu 1000 Umdrehungen pro Sekunde; dies folgt bereits aus der Drehimpulserhaltung beim Kollaps.
Die hohe Drehgeschwindigkeit erzeugt ein Magnetfeld, das mit den Teilchen des abgestoßenen Gasnebels in Wechselwirkung tritt und deshalb Signale erzeugt, die auch von der Erde aus registrierbar sind. Im Falle von Neutronensternen spricht man dabei von Pulsaren.

## Paarinstabilitäts-Supernova
Eine Variante des Kernkollapsszenarios besteht in der Paarinstabilitäts-Supernova (pair instability supernova, PISN), bei der der Stern nicht zu einem kompakten Objekt kollabiert, sondern vollständig zerrissen wird. Die Vorläufersterne sind besonders arm an Elementen, die schwerer sind als Helium. Der Druck im Kern ist nicht hoch genug, um schwere Elemente wie Eisen bilden zu können, was die Voraussetzung für einen Kern-Kollaps ist. In dieser Phase gelangt der Stern nach dem Ende des Heliumbrennens in Temperatur- und Dichtebereiche, in denen die Photonenenergien zur Erzeugung von Elektron-Positron-Paaren führen (Breit-Wheeler-Effekt). Dies führt zu einer Verringerung des Strahlungsdrucks und damit zu einer weiteren schnellen Erhöhung der Dichte – und damit der Temperatur – des Kerns, bis es zu einem explosionsartigen Einsetzen des Sauerstoff- und Siliciumbrennens kommt, das einen erneuten Gegendruck gegen den Gravitationsdruck aufbaut. Abhängig von der Größe des Gravitationsdrucks – und damit der Masse des Kerns – kann diese Kernexplosion den weiteren Kollaps verlangsamen oder sogar verhindern. Bei einer PISN entsteht kein kompakter Überrest, sondern der Stern wird vollständig zerrissen. Die dabei freiwerdenden Energien liegen mit bis zu 100 foe (1046 J) um etwa einen Faktor 100 über denen einer „gewöhnlichen“ Kernkollapssupernova.
Modellrechnungen für verschwindende Metallizität und ohne Berücksichtigung einer möglichen Rotation oder von Magnetfeldern liefern für das Einsetzen der Paarinstabilität eine kritische Masse des Heliumkerns von 64 Sonnenmassen. Wird die Masse des Heliumkerns größer als 133 Sonnenmassen, so kann die Kernexplosion den weiteren Kollaps nicht verhindern, der sich somit weiter zu einem Schwarzen Loch entwickelt. Rechnet man diese Helium-Kernmassen auf die notwendige Gesamtmasse eines Hauptreihensterns (unter Vernachlässigung von Massenverlusten) hoch, so ergibt sich für die PISN ein Massenbereich von etwa 140 bis 260 Sonnenmassen. Aus diesem Grund wird dieses Szenario im heutigen Universum als äußerst selten angesehen. In Betracht gezogen wird es vorwiegend bei der ersten Sterngeneration der sog. Population III. Dort könnte dieser Mechanismus jedoch eine bedeutende Rolle bei der Anreicherung des intergalaktischen Mediums mit schwereren Elementen gespielt haben.

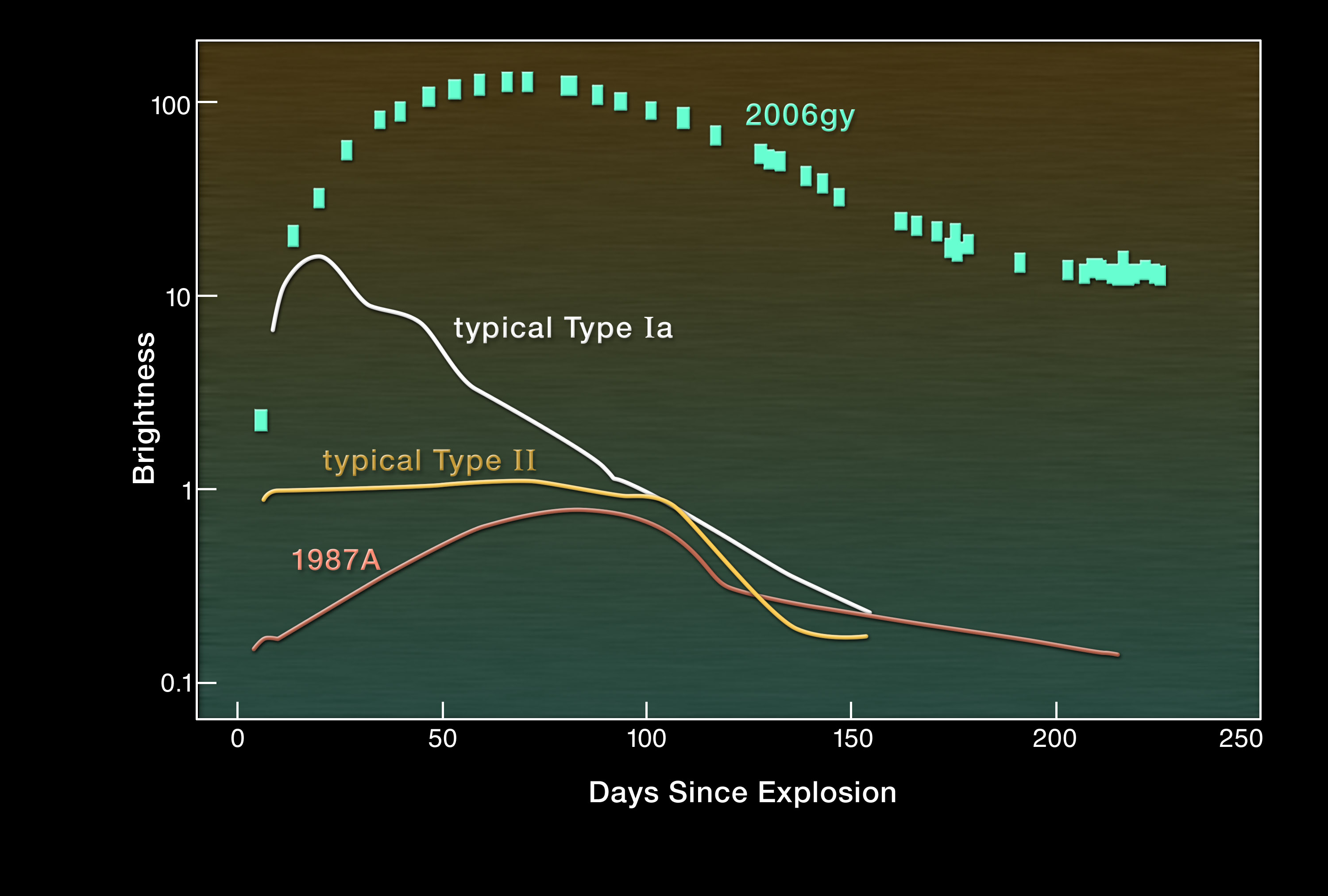
Lichtkurve von SN 2006gy (obere Kurve) verglichen mit den Lichtkurven anderer Supernovae

Einen Sonderfall stellt die Supernova SN 2006gy in der Galaxie NGC 1260 dar, die am 18. September 2006 im Rahmen des Texas Supernova Search entdeckt wurde: Die absolute Helligkeit von SN 2006gy lag um mehr als eine Größenordnung über der anderer Supernovae. Die Entdecker interpretieren diese etwa 240 Millionen Lichtjahre entfernte Supernova deshalb als ersten Kandidaten, für den der Paarinstabilitäts-Mechanismus als Erklärung möglich ist – allerdings sind weder das bisherige Datenmaterial noch die theoretischen Modelle ausreichend, um hier eine eindeutige Entscheidung treffen zu können.
Der erste wohl sichere Vertreter einer PISN ist die Supernova SN 2007bi, die am 6. April 2007 in einer Zwerggalaxie im Sternbild Jungfrau entdeckt wurde. Eine Gruppe von Astronomen vom Weizmann-Institut für Wissenschaften nutzte unter anderem die beiden Keck-Teleskope, um die Spektren und den Helligkeitsverlauf über mehr als ein Jahr lang zu beobachten. Die Untersuchungen ergaben, dass der Vorläuferstern des 1,7 Milliarden Lichtjahre entfernten Sternenrestes als Hyperriese mit vermutlich 200 Sonnenmassen ungewöhnlich massereich und metallarm war. Bei einem ungewöhnlich langsamen Verlauf wurden außerdem große Mengen an Silizium und radioaktivem Nickel freigesetzt.

## Entfernungsmessungen mit Hilfe von Supernovae
Da die Strahlung besonders im späteren Verlauf einer Supernova vom Typ Ia größtenteils durch den radioaktiven Zerfall von 56Ni zu 56Co und von diesem zu 56Fe gespeist wird, wobei die Halbwertszeiten etwa 6 beziehungsweise 77 Tage betragen (diese Theorie stellten zuerst Fred Hoyle und William Alfred Fowler im Jahre 1960 auf), ist die Form der Lichtkurve stets annähernd gleich. Auch die freigesetzte Energiemenge sollte, bedingt durch den Mechanismus, immer ungefähr gleich sein, was wegen des ungefähr gleichen Aufbaus eine immer ungefähr gleiche Leuchtkraft ergibt. Durch diese Eigenschaften einer Standardkerze lassen sich anhand solcher Supernova-Explosionen relativ genaue Entfernungsmessungen im Weltall vornehmen, wobei auch die Zeitskala der Lichtkurve neben den Spektrallinien zur Bestimmung der Rotverschiebung verwendet werden kann, da sich bei einer Rotverschiebung von z. B. 2 auch der zeitliche Ablauf für den Beobachter um diesen Faktor verlängert. Die Idee dazu geht auf Fritz Zwicky zurück. Durch die Entfernungsmessungen von Supernova-Explosionen, die sich vor ca. 7 Milliarden Jahren ereigneten, kann man die beschleunigte Expansion des Universums (siehe z. B. Hubble-Konstante oder Supernova Cosmology Project) belegen. Um Supernovae wirklich als Standardkerzen verwenden zu können, müssen die Explosionsmechanismen jedoch noch besser erforscht und verstanden werden.

## Computersimulationen von Supernovae
Erste hydrodynamische numerische Rechnungen zu Supernovae führten Stirling Colgate und Richard White am Lawrence Livermore National Laboratory 1966 aus und erkannten dabei auch die Bedeutung der Neutrinos für den Explosionsmechanismus. Weitere wichtige Fortschritte erzielte James R. Wilson Anfang der 1980er Jahre. Weitere bekannte Wissenschaftler, die sich mit Supernova-Simulationen beschäftigten, sind W. David Arnett, Stanford E. Woosley, Wolfgang Hillebrandt und Fiona Harrison.
Neuere Berechnungen (Stand 2016), die mit ähnlichen Methoden arbeiten, wie sie sich bei der Berechnung von Flammenturbulenzen im Ottomotor bewährt haben, und basierend auf der fortschrittlichsten Beschreibung der entscheidenden Neutrinophysik in kollabierenden Sternen ohne erzwungene Symmetrieannahmen, liefern Ergebnisse, die einen wichtigen Meilenstein für die Supernovamodellierung bedeuten. Sie bestätigen die grundsätzliche Möglichkeit, dass Neutrinoheizen die Explosion massereicher Sterne auslöst. Wie bereits bei den früheren zweidimensionalen (d. h. rotationssymmetrischen) Modellen gesehen, unterstützen nichtradiale Strömungsvorgänge das Einsetzen der Explosion und prägen der expandierenden Materie Asymmetrien auf, die zu den später beobachtbaren Asymmetrien bei Supernovae führen.
Die Vermutung, dass viele massereiche Sterne entweder sehr lichtschwach, oder gänzlich ohne Explosion in einer sogenannten Un-Nova (wie auch beim Kernkollaps des Vorgängers von Cygnus X-1 angenommen) enden und somit nicht sichtbar explodieren, kann jedoch aufgrund der dafür notwendigen enormen Rechenzeit in einer Simulation noch nicht nachgewiesen werden.
Durch die zunehmend schnelleren Supercomputer wurde es möglich, Supernovaberechnungen ohne unnatürliche Symmetrieannahmen durchzuführen. Damit konnten Simulationen wesentlich realistischer werden, da die relevante Physik in den Modellen berücksichtigt wird, insbesondere was die hochkomplexen Wechselwirkungen der Neutrinos betrifft, bewegen sich solche Simulationen an der absoluten Grenze des aktuell auf den größten verfügbaren Superrechnern gerade noch Machbaren.
Im Jahr 2016 konnten einem Team am Max-Planck-Institut für Astrophysik (MPA) 16.000 Prozessorkerne auf dem SuperMUC am Leibniz-Rechenzentrum (LRZ) in Garching und auf dem MareNostrum am Barcelona Supercomputing Center (BSC) zur Verfügung gestellt werden.
Selbst bei paralleler Nutzung dieser 16.000 Prozessorkerne dauert eine einzige Modellsimulation einer Supernova über eine Entwicklungszeit von etwa 0,5 Sekunden immer noch sechs Monate und verschlingt rund 50 Millionen Stunden Rechenzeit.

## Auswirkungen auf die Erde
Der mögliche Ausbruch einer Supernova in der Nähe des Sonnensystems wird als erdnahe Supernova bezeichnet. Man geht davon aus, dass bei Entfernungen zur Supernova unter 100 Lichtjahren merkliche Auswirkungen auf die Biosphäre der Erde eintreten würden. Die Gammastrahlung einer solchen Supernova kann chemische Reaktionen in den oberen Atmosphärenschichten auslösen, bei denen Stickstoff in Stickoxide umgewandelt wird. Dadurch könnte die Ozonschicht komplett zerstört werden, was die Erde gefährlicher Strahlung aussetzen würde. Das Massenaussterben im oberen Ordovizium, bei dem etwa 50 Prozent der ozeanischen Arten ausstarben, wird von einigen Autoren mit einer solchen erdnahen Supernova in Verbindung gebracht.
Die potenziell gefährlichsten Supernovae sind vom Typ Ia. Da sie aus einem engen halbgetrennten Doppelsternsystem bestehend aus einem lichtschwachen akkretierenden Weißen Zwerg und einem Masse verlierenden Begleiter hervorgehen, erscheinen kataklysmische Veränderliche eher unauffällig und es ist denkbar, dass Vorläufer einer solchen Supernova auch in relativer Erdnähe unentdeckt bleiben oder nur unzureichend studiert werden. Einige Vorhersagen deuten darauf hin, dass eine solche Supernova noch in Entfernungen bis zu 3000 Lichtjahren die Erde beeinflussen könnte.
Als erdnächster bekannter Kandidat für eine künftige Supernova dieses Typs gilt IK Pegasi in etwa 150 Lichtjahren Entfernung.
Supernovae vom Typ II gelten hingegen als weniger gefährlich. Neuere Untersuchungen (von 2003) gehen davon aus, dass eine solche Supernova in einer Entfernung von weniger als 26 Lichtjahren aufleuchten muss, um die biologisch wirksame UV-Strahlung auf der Erde zu verdoppeln.

### 60Fe als Indikator für vergangene erdnahe Supernovae
Die Erde besteht zu einem beträchtlichen Teil aus Elementen, die bereits vor der Entstehung des Sonnensystems durch Supernovae freigesetzt wurden. Eindeutig jüngeren Supernovae zuordnen lassen sich nur radioaktive Isotope mit relativ kurzer Halbwertszeit. Als Indikator gut geeignet ist 60Fe: Dieses Eisenisotop entsteht nur in massereichen Sternen und zerfällt relativ rasch, mit einer Halbwertszeit von 2,6 Millionen Jahren. Wenn es auf der Erde gefunden wird, muss es aus Supernovae in erdgeschichtlich jüngerer Vergangenheit stammen.
Seit den späten 1990er-Jahren wurden 60Fe-Atome in Ferromangan-Krusten des Meeresbodens nachgewiesen.  An Stellen, an denen sich keine gewöhnlichen Sedimente ablagern können, sammeln sich bei passendem pH-Wert Metallatome aus dem Wasser und bilden eine Schicht von wenigen Millimetern in einer Million Jahren. 2021 wurde eine solche Kruste mit früher nicht erreichter Präzision analysiert. Eine 2,4 cm dicke Probe wurde in feine Scheiben von 1 mm Dicke zerschnitten, von denen jede 400.000 Jahre repräsentierte. In einem hochempfindlichen Beschleuniger-Massenspektrometer wurden danach insgesamt 435 Atome des Isotops 60Fe nachgewiesen. Ihre zeitliche Zuordnung bestätigte und präzisierte frühere Forschungsergebnisse: Die jüngste erdnahe Supernova ereignete sich vor etwa 2,5 Millionen Jahren, eine weitere vor etwa 6,3 Millionen Jahren. Aus dem Anteil der 60Fe-Atome in der Kruste versuchten die beteiligten Forscher auch die Distanz der Quellen abzuschätzen, im Vergleich mit Modellen der durch eine Supernova freigesetzten Gesamtmenge an 60Fe. Sie kamen zum Schluss, dass sich beide Ereignisse etwa 160 bis 320 Lichtjahre von der Erde entfernt abgespielt haben dürften.

### Mögliche Auswirkungen der Supernova vor etwa 2,5 Millionen Jahren
Eine Supernova in dieser Entfernung muss für unsere Vorfahren ein spektakuläres Ereignis gewesen sein – während einiger Monate ähnlich hell am Himmel zu sehen wie der Vollmond. Gamma- und Röntgenstrahlen richteten bei einer angenommenen Distanz von 300 Lichtjahren vermutlich keinen Schaden an. Die Kosmische Strahlung hingegen (Protonen und andere Teilchen, auf annähernd Lichtgeschwindigkeit beschleunigt) dürfte eine beachtliche Wirkung entfaltet haben: Während mehrerer tausend Jahre könnte die Atmosphäre etwa 10-mal stärker ionisiert worden sein als gewöhnlich. Einige Forscher vermuten, dadurch sei die Entstehung von Stickoxiden in der Atmosphäre um etwa 30 % erhöht und durch Düngung das Wachstum von Pflanzen erheblich verstärkt worden, was zur Abkühlung des Klimas am Anfang des Pleistozäns beigetragen haben könnte. Unter dem Einfluss der Kosmischen Strahlung entstanden in der Atmosphäre weitere Teilchen, unter anderem Myonen. Die erhöhte Bestrahlung durch diese könnte vor allem für Meereslebewesen gefährlich gewesen sein, die normalerweise durch das Wasser vor Strahlung weitgehend geschützt sind und deshalb die stärkste relative Zunahme der Belastung erfuhren. Schließlich könnten durch sekundäre ionisierende Strahlung in der Luft Wege für Blitze geschaffen worden sein, welche vermehrt Waldbrände auslösten.
Die Vermutungen einiger Astronomen, Supernovae in erdgeschichtlich jüngerer Zeit könnten zu bedeutenden Klimaveränderungen und Aussterbeereignissen geführt oder durch Waldbrände die Entwicklung des Menschen beeinflusst haben, wurden bisher (Stand 2021) von Vertretern anderer Fachrichtungen mit Skepsis aufgenommen. Die Datierung solcher Supernovae muss weiter verfeinert werden, bevor ihre Auswirkungen z. B. von Paläontologen überprüft werden können.

## Sonstiges
Im Oktober 2011 sprach das Nobelkomitee den drei amerikanischen Astrophysikern Saul Perlmutter, Brian Schmidt und Adam Riess für ihre Beobachtungen an Supernovae den Nobelpreis für Physik zu. Sie hatten in den 1990er Jahren – entgegen der damals herrschenden Lehrmeinung – herausgefunden, dass Dunkle Energie das Universum mit wachsender Geschwindigkeit auseinandertreibt.
Als bislang leuchtstärkste Supernova (Stand April 2020) wurde die 2016 entdeckte SN 2016aps eingestuft.